# Горка (Кабожское сельское поселение Хвойнинского района)
Горка — деревня в Хвойнинском районе Новгородской области России. Относится к Юбилейнинскому поселению (до 2020 года — к Кабожскому сельскому поселению).
Деревня расположена на левом берегу реки Кобожа напротив устья правого притока — реки Левочка, на противоположном берегу реки находятся село — Левоча, непосредственно к северу от деревни расположен посёлок Юбилейный. Ближайшая железнодорожная станция на линии Октябрьской железной дороги линии Санкт-Петербург — Мга — Кириши — Неболчи — Хвойная — Пестово — Сонково — Москва (Москва Савел.) в административном центре сельского поселения — посёлке при станции Кабожа, находящемся в 4 км к югу от деревни. Неподалёку, близ села Левоча, есть также остановочный пункт «92 км» на ветке Кабожа — Чагода — Подборовье.
В деревне есть краеведческий музей и библиотека.

## Население
| 2009 | 2010 |
| ---- | ---- |
| 165  | ↘163 |